# サレント
サレント（伊: Salento）は、イタリア共和国カンパニア州サレルノ県にある、人口約2,000人の基礎自治体（コムーネ）。

## 地理

### 位置・広がり

#### 隣接コムーネ
隣接するコムーネは以下の通り。
- カザール・ヴェリーノ
- カステルヌオーヴォ・チレント
- ジョーイ
- ルストラ
- オミニャーノ
- オッリア
- ペリート
- ヴァッロ・デッラ・ルカーニア

## 行政

### 分離集落
サレントには、以下の分離集落（フラツィオーネ）がある。
- Fasana, Maroccia, Palazza